# Apolemichthys xanthotis
Apolemichthys xanthotis là một loài cá biển thuộc chi Apolemichthys trong họ Cá bướm gai. Loài này được mô tả lần đầu tiên vào năm 1950.

## Từ nguyên
Từ định danh của loài được ghép bởi hai từ trong tiếng Latinh, là xanthos ("màu vàng") và otic ("tai"), hàm ý đề cập đến đốm vàng ở trên nắp mang của chúng.

## Phạm vi phân bố và môi trường sống
A. xanthotis có phạm vi phân bố ở Tây Bắc Ấn Độ Dương. Loài này được ghi nhận tại các vùng biển bao quanh bán đảo Ả Rập, từ Biển Đỏ vòng xuống phía nam, băng qua bờ biển Oman và Yemen (bao gồm cả vịnh Aden), ngược lên phía bắc đến vịnh Ba Tư.
Loài này sống gần các rạn san hô và mỏm đá ngầm ở độ sâu khoảng từ 10 đến 80 m.

## Mô tả
A. xanthotis có chiều dài cơ thể tối đa được ghi nhận là 20 cm. Phần lớn vùng thân giữa có màu vàng xám, chuyển thành màu đen ở lưng và một phần thân sau; vảy có viền đen nhạt. Đầu và thân trước màu nâu sẫm, có một đốm vàng tươi có kích thước tương đương con ngươi ở sau nắp mang. Vây lưng và vây hậu môn có màu đen, dải viền màu trắng xanh lam ở vây lưng và dải viền màu xanh óng ở vây hậu môn. Vây đuôi có màu vàng.
A. xanthotis có kiểu màu khá giống với Apolemichthys xanthurus, một loài có phạm vi tập trung ở Ấn Độ Dương. Sự khác biệt rõ nhất giữa hai loài là vùng màu nâu sẫm bao phủ khắp đầu, mang và một phần thân trước ở A. xanthotis; trong khi ở A. xanthurus, vùng màu nâu chỉ bao phủ đầu và một phần trước của mang. Bên cạnh đó, vì vảy của A. xanthurus có các đốm đen tạo cho A. xanthurus có vẻ ngoài sẫm xám hơn A. xanthotis.
Cá con của A. xanthotis và A. xanthurus không sự khác biệt rõ ràng như cá trưởng thành. Với kiểu màu như cá trưởng thành, cá con của hai loài còn có thêm một dải sọc đen băng qua mắt.
Số gai ở vây lưng: 14; Số tia vây ở vây lưng: 17–19; Số gai ở vây hậu môn: 3; Số tia vây ở vây hậu môn: 17–18; Số tia vây ở vây ngực: 16–17; Số gai ở vây bụng: 1; Số tia vây ở vây bụng: 5.

## Sinh thái
Thức ăn của A. xanthotis là các loài tảo, hải miên và những loài thủy sinh không xương sống ở đáy biển. A. xanthotis thường bơi theo cặp, đôi khi hợp thành những nhóm nhỏ.
A. xanthotis ít phổ biến trong ngành thương mại cá cảnh, và hiếm khi được đánh bắt vào mục đích này.